# 글렌 밀러
알톤 글렌 밀러(Alton Glenn Miller, 1904년 3월 1일 ~ 1944년 12월 15일)는 독일계 미국인 트럼본 연주자이자 글렌 밀러 관현악단의 창단자이다. 그는 재즈를 초기 미국 대중문화로 확실히 자리잡게 한 인물들 중 한 명이다. 대표곡은 《Moonlight Serenade》, 《In the Mood》, 《Tuxedo Junction》, 《American Petrol》 등이 있다.

## 그의 사망에 대한 일화
40세로 비교적 짧은 생을 마감한 그의 죽음에 대해서 한 일화가 있는데 그 당시 군 당국은 그가 영국 런던을 출발하여 프랑스 파리로 UC-64 Norseman 경비행기를 타고 가던 중 기상 악화로 인한 추락사고로 실종되었다고 발표했었다. 하지만 근래 미 국무성의 발표에 따르면 그의 사인은 심장 마비였으며 군인들의 사기 저하를 우려해서 비행기 추락사라고 발표하였다고 한다.

## 같이 보기
- 그래미 평생 공로상
- 캘러머주